# Buschhoven
Buschhoven est un village allemand, situé entre Bonn et Aix-la-Chapelle dans la Rhénanie-du-Nord-Westphalie. Le village compte 3277 habitants (2007) et est une partie de la commune de Swisttal.

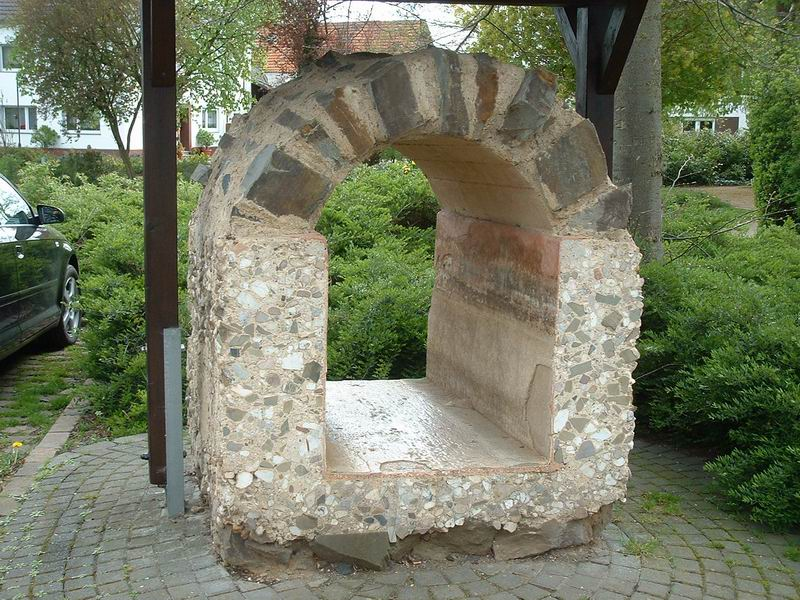
Aqueduc de l'Eifel

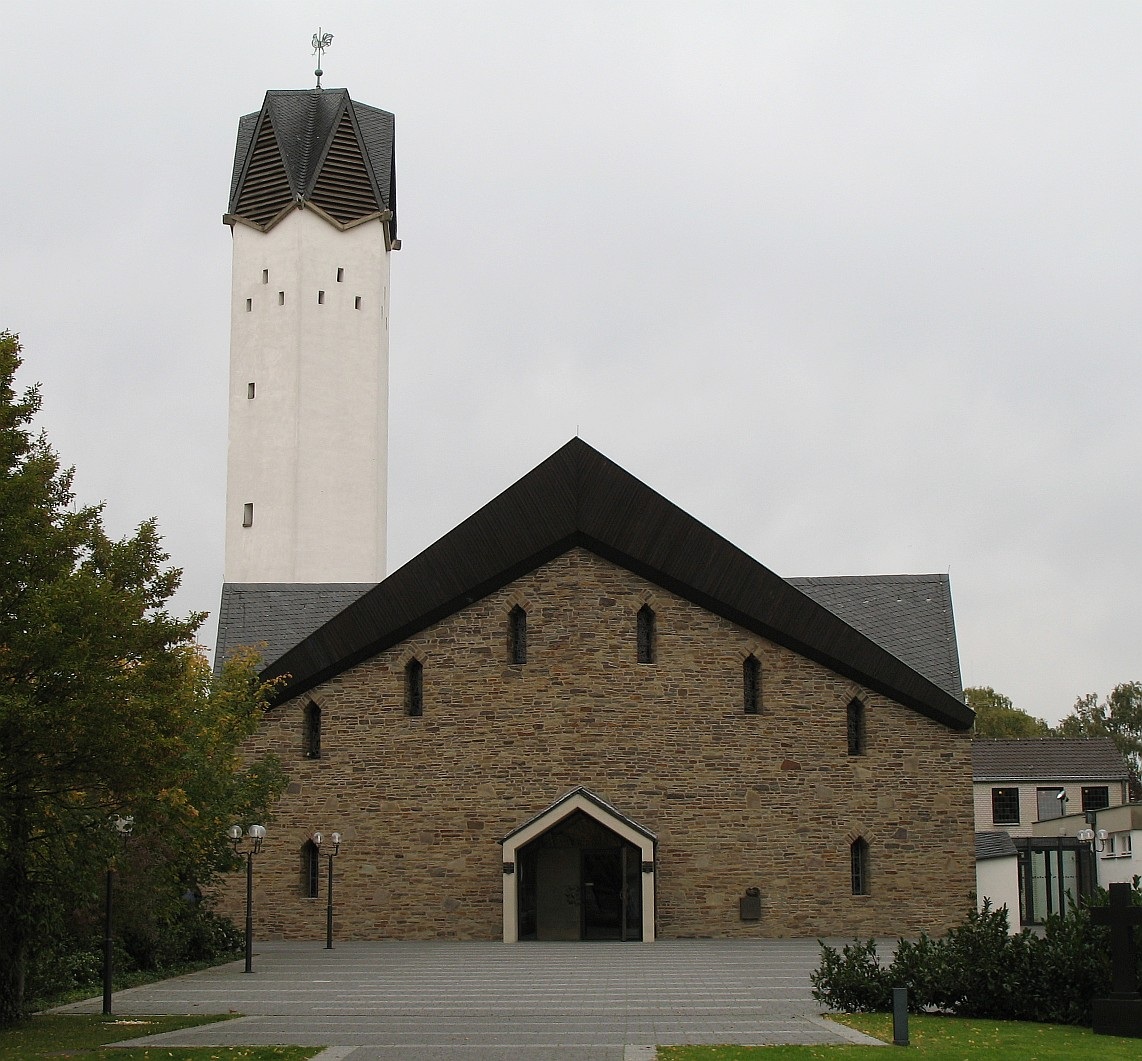
Église St. Katharina

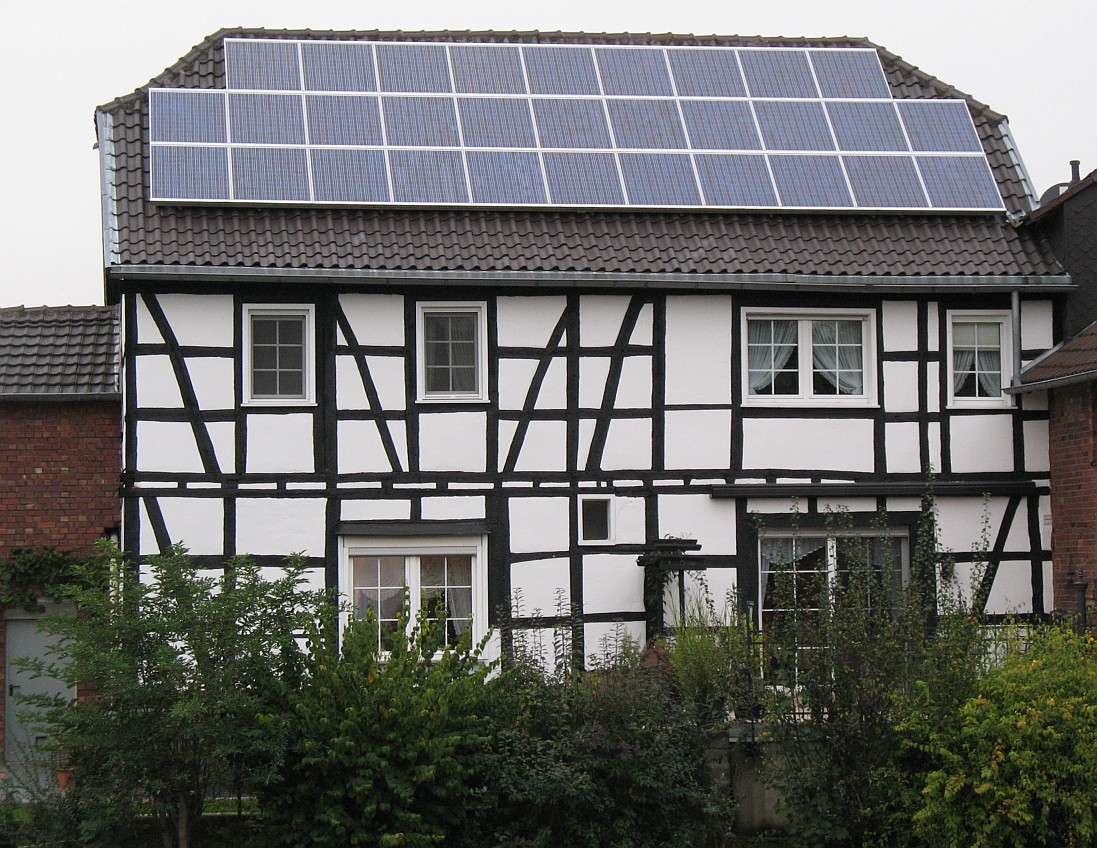
Maison à colombages avec panneaux solaires photovoltaïques